# Шамији
Шамији (фр. Chamilly) насеље је и општина у источном делу централне Француске у региону Бургоња, у департману Саона и Лоара која припада префектури Шалон сир Саон.
По подацима из 2011. године у општини је живело 127 становника, а густина насељености је износила 27,02 становника/km². Општина се простире на површини од 4,7 km². Налази се на средњој надморској висини од 336 метара (максималној 451 m, а минималној 304 m).

## Демографија
| 1962. | 1968. | 1975. | 1982. | 1990. | 1999. | 2011. |
| ----- | ----- | ----- | ----- | ----- | ----- | ----- |
| 108   | 121   | 120   | 134   | 127   | 117   | 127   |

График промене броја становника у току последњих година